# إدريس بنعمر العلمي
الجنرال إدريس بنعمر العلمي (ولد سنة 1917 في مدينة زرهون - وتوفي سنة 2002 في الدار البيضاء)، هو ضابط عسكري مغربي سابق، برز في حرب الرمال ولقب بـ بطل حرب الرمال.

## حياته
ولد الجنرال إدريس بنعمر العلمي سنة 1917 بمدينة مولاي إدريس زرهون قرب مكناس تلقى دراستيه الابتدائية والثانوية في مدينة مكناس قبل أن يلتحق عام 1935 بالأكاديمية العسكرية مكناس، وتخرج منها برتبة ملازم أول.
وفي سنة 1956 عُيِّن حاكما مدنيٌا وعسكريا لإقليم مكناس لمدة سنتين. وفي سنة 1959 تم ترقيته إلى رتبة اللفتنانت كولونيل، وأسند إليه الملك الراحل محمد الخامس قيادة الدرك الملكي. سنة 1960 وفي يونيو 1961 عينه الملك الراحل الحسن الثاني عاملا على الدار البيضاء ثم تمت ترقيته إلى رتبة جنرال في سبتمبر سنة 1963، و تم تعيينه في نفس السنة مراقبا عاما لـ القوات المسلحة الملكية.